# Constantin Romanu Vivu
Constantin Romanu Vivu (n. 1821, Pinticu, România – d. 9 februarie 1849, Sângeorgiu de Mureș, Mureș, România) a fost unul din conducătorii fruntași ai Revoluției române din Transilvania din 1848. 

## Biografie
Constantin Romanu Vivu s-a născut în satul Pinticu, județul Bistrița-Năsăud, în anul 1821.
În data de 18 octombrie 1848, a fost ales prefect al Ținutului Mureșului de Sus, cu sediul la Reghin. În această calitate a organizat și condus Legiunea a XII-a română. A murit la 9 februarie 1849.